# Kalterer See Triathlon

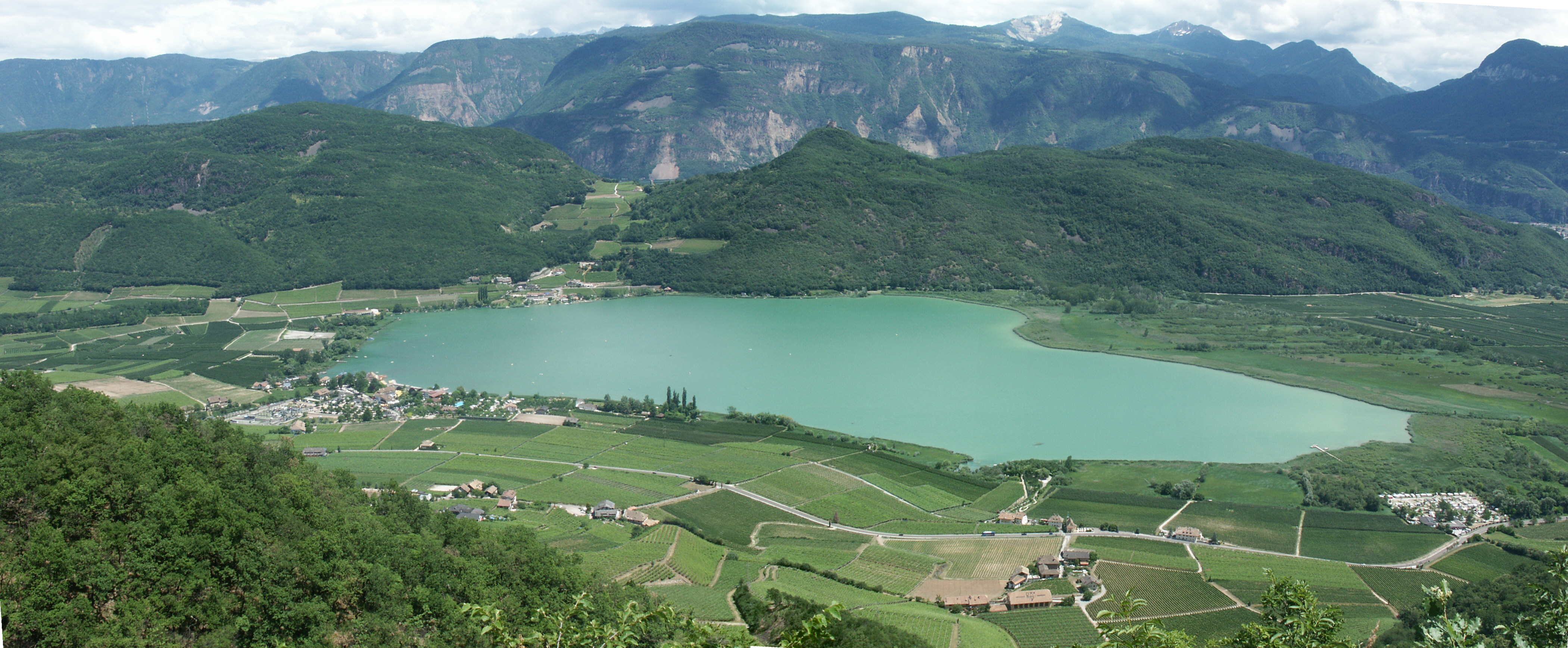
Kalterer See, Südtirol

Der Kalterer See Triathlon ist eine seit 1989 jährlich im Mai stattfindende Triathlon-Sportveranstaltung in Italien bei Kaltern am Kalterer See.

## Organisation
Seit 1989 wird in Südtirol am Kalterer See jährlich im Mai durch den Kalterer Sportverein der Kalterer See Triathlon ausgetragen. Bei diesem Wettbewerb über die olympische Distanz haben die teilnehmenden Athleten 1,5 km Schwimmen, 40 km Radfahren und 10 km Laufen zu absolvieren.
1997 war dieser Wettkampf das erste der vier Rennen umfassenden Serie „Best of the Alps“ – gemeinsam mit dem Rennen in Spiez, dem Allgäu Triathlon sowie dem Trans Vorarlberg Triathlon.
2011 wurden die Distanzen von 452 Männern und 60 Frauen erfolgreich gemeistert. Dieser Bewerb wird von der Europäischen Triathlon Union als ETU-Prestige-Triathlon gewertet und im Mai 2012 wurde der Bewerb das 24. Mal ausgetragen. Der Italiener Giulio Molinari konnte hier von 2013 bis 2015 drei Mal in Folge gewinnen.
Am 4. Mai 2024 war hier die 35. Austragung.

## Ergebnisse
| N ° | Datum/Jahr    | Männer                   | Männer                     | Männer                     | Frauen                   | Frauen                   | Frauen              |
| N ° | Datum/Jahr    | Erster Platz             | Zweiter Platz              | Dritter Platz              | Erster Platz             | Zweiter Platz            | Dritter Platz       |
| --- | ------------- | ------------------------ | -------------------------- | -------------------------- | ------------------------ | ------------------------ | ------------------- |
| 36  | 10. Mai 2025  | Federico Murero          | Leonardo Allegri           | Thomas Francesco Previtali | Ilaria Zane              | Claudia Carmela Paladini | Alice Bagarello     |
| 35  | 4. Mai 2024   | Rico Bogen (SR)          | Thomas Francesco Previtali | Thomas Steger              | Alice Bagarello (SR)     | Nicoletta Santonocito    | Chiara Cavalli      |
| 34  | 6. Mai 2023   | Stefano Micotti          | David Breinlinger          | Michelangelo Parmigiani    | Luisa Iogna-Prat         | Alessia Orla             | Fruzsina Kovács     |
| 33  | 7. Mai 2022   | Thomas Steger            | Luca Bruni                 | Marco Barison              | Federica Frigerio        | Sara Savoia              | Sara Sandrini       |
| 32  | 8. Mai 2021   | Michele Sarzilla         | Sebastian Neef             | Matthias Steinwandter      | Zsófia Kovács            | Margie Santimaria        | Sara Sandrini       |
| 31  | 11. Mai 2019  | Luca Facchinetti         | Andrea Secchiero           | Franco Pesavento           | Klaudia Sebok            | Renáta Fuchs             | Sandra Mairhofer    |
| 30  | 5. Mai 2018   | Andrea Secchiero -2-     | Franco Pesavento           | Jacopo Butturini           | Federica Parodi          | Bianca Seregni           | Giulia Bedorin      |
| 29  | 6. Mai 2017   | Andrea Secchiero         | Gianluca Pozzatti          | Tamás Tóth                 | Mathilde Gautier         | Anna Maria Mazzetti      | Margie Santimaria   |
| 28  | 7. Mai 2016   | Gábor Faldum             | Tommaso Crivellario        | Stefano Rigoni             | Alessia Orla             | Giulia Sforza            | Ilaria Zane         |
| 27  | 9. Mai 2015   | Giulio Molinari -3-      | Alessandro Degasperi       | André Thomas               | Anne Tabarant            | Giorgia Priarone         | Ilaria Zane         |
| 26  | 10. Mai 2014  | Giulio Molinari -2-      | Danilo Brustolon           | Dejan Patrcevic            | Elisa Battistoni         | Verena Steinhauser       | Renate Forstner     |
| 25  | 4. Mai 2013   | Giulio Molinari          | Andrea Secchiero           | Tamás Tóth                 | Erika Csomor             | Daniela Chmet            | Eszter Dudás        |
| 24  | 5. Mai 2012   | Andrea D’Aquino -2-      | Andrea Secchiero           | Gábor Faldum               | Daniela Chmet            | Eszter Dudás             | Margie Santimaria   |
| 23  | 7. Mai 2011   | Daniel Hofer             | Alessandro Degasperi       | Leonardo Ballerini         | Mateja Šimic -2-         | Daniela Chmet            | Anna Maria Mazzetti |
| 22  | 8. Mai 2010   | Jonathan Ciavatella      | Wolodymyr Polikarpenko     | Davide Bargellini          | Alice Betto              | Mateja Šimic             | Gaia Peron          |
| 21  | 16. Mai 2009  | Wolodymyr Polikarpenko   | Daniel Fontana             |                            | Anna Maria Mazzetti      |                          |                     |
| 20  | 17. Mai 2008  | Christian Ritter         |                            |                            | Renate Forstner          |                          |                     |
| 19  | 2007          | Gianpietro De Faveri     |                            |                            | Mateja Šimic             |                          |                     |
| 18  | 13. Mai 2006  | Andrea D’Aquino -1-      | Erhard Wolfaardt           | Alessandro Degasperi       | Beatrice Lanza           | Eva Maria Dollinger      | Lisa Hütthaler      |
| 17  | 2005          | Christian Weimer -2-     | Alessandro Degasperi       |                            | Lenka Radova             |                          |                     |
| 16  | 2004          | Christian Weimer         |                            |                            | Laura Giordano           |                          |                     |
| 15  | 2003          | Claude Eksteen           |                            |                            | Edith Niederfriniger     |                          |                     |
| 14  | 2002          | Daniel Fontana           |                            |                            | Daniela Locarno          |                          |                     |
| 13  | 2001          | Peter Hodor              | Andreas Grütter            | Jean-Pietro Devaseri       | Kate Allen -2-           | Manuela Iansei           | Simone Bürli        |
| 12  | 2000          | Daniele Fiorentini       |                            |                            | Kate Allen               |                          |                     |
| 11  | 1999          | Daniel Unger             |                            |                            | Anke Strömer             |                          |                     |
| 10  | 1998          | Gianpietro De Faveri -3- |                            |                            | Astrid Perathoner        |                          |                     |
| 09  | 15. Juni 1997 | Uwe Wittmann             | Tom Ullmann                | Martin Sedlaczek           | Manuela Ianesi -2-       | Ursula Lutzenberger      | Daniela Locarno     |
| 08  | 1996          | Damian Zepic             |                            |                            | Manuela Ianesi           |                          |                     |
| 07  | 1995          | Gianpietro De Faveri -2- |                            |                            | Brigitte Scheithauer -3- |                          |                     |
| 06  | 1994          | Gianpietro De Faveri     |                            |                            | Manuela Janesi           |                          |                     |
| 05  | 1993          | Herbert Forster          |                            |                            | Brigitte Scheithauer -2- |                          |                     |
| 04  | 1992          | Andrea Lombardozzi -2-   |                            |                            | Brigitte Scheithauer     |                          |                     |
| 03  | 1991          | Andrea Lombardozzi       |                            |                            | Monika Feuersinger       |                          |                     |
| 02  | 1990          | Gernot Winkler           |                            |                            | Carla Gambarino -2-      |                          |                     |
| 01  | 1989          | Hermann Kramer           |                            |                            | Carla Gambarino          |                          |                     |